# Senjin Holdings
株式会社Senjin Holdings（センジンホールディングス）は、東京都千代田区に本社を置く企業である。

## 概要
2019年6月創立。仮想通貨関連事業、webマーケティング事業をしている。
「若き才能を集めて、ビジネスで熱狂的に世界を変える。」ことをミッションに平均年齢22歳の学生たちのみで構成される組織である。年商2億円以上の仮想通貨メディア「CoinOtaku」の社長にインターン生を任命するなど裁量権が大きいチャレンジを続けているのが最大の特徴であり、インターン生の30％以上が事業部長を経験している。

## 沿革
- 2017年6月 Senjin Holdingsの前身となる「株式会社CoinOtaku」を設立
- 2019年6月 株式会社Senjin Holdingsを東京都新宿にて設立
- 2020年11月 事業拡大に伴い富士見（千代田区）に移転

## 事業内容
- 仮想通貨関連事業
  - SEOメディア運営
    - 主なメディア
      - CoinPartner
      - いますぐ始める仮想通貨投資

  - SNS運用
  - 投資家向けサロン運営
  - 広告支援
- webマーケティング事業
  - SNS広告
  - リスティング広告
  - SEOコンサルティング

## 記事掲載歴
Career TanQ「超学生起業家、下山明彦という生き方」
とまりぎ「第91回トビタテ！起業家インタビュー第3弾：下山明彦さん 【若者が熱狂的にビジネスに取り組める世界へ】」
仮想通貨MEDIA「Coin Otaku創業者下山明彦氏にインタビュー！ 〜王道の中の邪道スピリット〜」
note「フィリピン留学→WEBマーケティング会社「Senjin Holdings」を設立　下山明彦さんの就活とキャリア」